# Vänersborgs domsaga (1970)
Vänersborgs domsaga var 1970 en domsaga i Älvsborgs län som omfattade Nordals härad, Sundals härad och Valbo härad. 
Den bildades 1 januari 1970 av Nordals, Sundals och Valbo domsaga och Vänersborgs stad och upplöstes året därpå då den ersattes av Vänersborgs tingsrätt och dess domkrets 

## Tingslag
- Vänersborgs domsagas tingslag

## Häradshövding
- 1970 Curt Mellander